# Danis György
Danis György (Kéty, 1945. június 15. – Budapest, 2012. november 8.) orvos, országgyűlési képviselő 1990 és 1998 között. Az SZDSZ alapító tagja.

## Élete
Danis György 1945. június 15-én született a Tolna vármegyei Kétyen Danis György ideg- és elmegyógyász szakorvos és Csikós Anna tisztviselő gyermekeként. Általános iskoláit Pécsett, Sztálinvárosban, Pakson, Szolnokon és Kerekegyházán végezte. Középiskolai tanulmányait a kecskeméti Katona József Gimnáziumban kezdte és a szegedi Rózsa Ferenc Gimnáziumban fejezte be, ahol 1963-ban érettségizett. 1965 és 1971 között a Szegedi Orvostudományi Egyetemen hallgatója, ahol általános orvosi diplomát.
1963-ban műtőssegéd a szeged II. számú Sebészeti Klinikán, 1964-ben beteghordó az Ideg- és Elmegyógyászati Klinikán, 1965-ben adminisztrátor a szegedi Üvegértékesítő Szövetkezetnél. 1971-ben az esztergomi kórházban dolgozik. 1972 és 1989 között körzeti orvos Lábatlanban, Tabdiban, Szentlőrinckátán majd Budapest X. kerületében.
Az 1980-as évek végén kapcsolódott be az ellenzéki szervezetek munkáiba. Kezdetben a Jurta Színház rendezvényeire járt. 1988 januárjában alapító tagja volt az erdélyi menekülteket támogató Menedék Bizottságnak. 1988 májusában belépett a Szabad Kezdeményezések Hálózatába. 1988. szeptember 3-án részt vett a második lakitelki találkozón és belépett az MDF-be. Novemberben az SZDSZ alapító tagja. 1989 májusában kilépett az MDF-ből. 1989-ben az SZDSZ vidéki szervezésében vállalt feladatokat. 1992 augusztusában a polgári demokrata platform egyik alapítója volt. 1989 és 2007 között, majd 2009-től tagja volt az SZDSZ Országos Tanácsának, 2009-től az elnökségnek is.
1990 és 1998 között két cikluson át országgyűlési képviselő volt. Mindkétszer a párt országos listájáról kapott mandátumot. 1994 és 1998 között részt vett a környezetvédelmi bizottság munkájában. 1998-ban, 2002-ben és 2006-ban is képviselőjelölt volt.
1998 után főleg falukutatással és természetvédelmi ügyekkel foglalkozott. A Tolna megyei Gerjen történetéről, néprajzáról szóló könyve 2001-ben jelent meg.
Utolsó éveiben régen elfeledett de egykor őshonos honi gyümölcsfák felkutatásában és rendszerezésében végzett egyedülálló munkát. Fadd-Györgymajorban munkájának köszönhetően létrejött egy gyümölcsös génbank.

## Művei
- Gerjen (2001) B/5, 174 oldal
- Foktő (2002) B/5, 160 oldal
- A régi Fadd (2004) B/5, 168 oldal
- A Borsodi-mezőség (2005) B/5, 136 oldal
- Bogyiszló (2007) B/5, 232 oldal